# Rochus Franz Ignaz Egedacher
Rochus Franz Ignaz Egedacher (* 29. Jänner 1749 in Salzburg; † 22. Jänner 1824 ebenda) war der Sohn des Orgelbauers Rochus Egedacher und Geistlicher Chorvikar.

## Leben
Rochus Franz Ignaz Egedacher war am 30. Jänner 1749 in St. Andrä getauft worden, zwischen 1760 und 1767 taucht er als Kapellknabe auf, danach studierte er an der Universität Salzburg Theologie und am 16. März 1773 wurde er zum Priester geweiht. Da er musikalisch war, Leopold Mozart war einer seiner Lehrer, stieg er später zum Chorvikar auf. Offenbar hatte er bei seinem Vater auch das Orgelhandwerk gelernt, denn er versah während der Krankheit seines Vaters die Instrumente und musste bey Hofe, als im Theater und in der ganzen Statt die Clavier stimmen. Leopold Mozart nannte ihn den geistl. H. Egedacher und berichtete, dass er erst von Polling kommen, wo er eine Orgl aufgesetzt, die sein Vatter noch dahier gemacht hat. Itzt geht er nach Radstadt, wegen der neuen Orgel und wird 14 täge oder 3 wochen ausbleiben. Da er die von seinem, inzwischen verstorbenen, Vater begonnenen Orgeln in Polling und Radstadt fertigstellen konnte, dürfte er das Orgelbau-Handwerk ganz gut beherrscht haben. Andererseits riet Leopold Mozart dem neuen Hoforgelmacher Johann Ev. Schmidt, er solle alle Klavierzargen des verstorbenen Rochus Egedacher aufkaufen, damit dessen Sohn, dem geistlichen Egedacher die Gelegenheit benommen wird, schlechte Claviere zu machen, wodurch man nur unter einander in Verdruss kommt. Im Weiteren berichtete er am 19. Jänner 1786, nach dem Tode Rochus Egedachers, dass es der geist. Egedacher […] für gut befunden [habe] einigen Werkzeug auf die Seite zu räumen. Und am 10. März 1786 drückte er die Hoffnung aus, dass der geistliche Egedacher bald unter eine Aufsicht kommt, und nicht etwa dem Orgelmacher durch Stimmen und Pfuschen etc. einigen Eintrag thun oder mit ihm in Zwistigkeit kommen möge. Eine Woche später schrieb Leopold Mozart, der offenbar hinterrücks die Entfernung Rochus Franz Ignaz Egedachers aus der Stadt Salzburg betrieben hatte, dass der sich mit Tränen in den Augen bei ihm verabschiedet habe. Mozart wollte ihm allerdings noch seine Musik-Noten zu den Franziskanern in Hundsdorf nachschicken, wohin Egedacher dann abgereist war. Ahnungslos gratulierte Egedacher Mozart noch zu seinem Namenstag, dem 15. November (Leopold), und bat um die Herausgabe einiger Sonaten, die allerdings Nannerl Mozart schon nach St. Gilgen mitgenommen hatte. Wiederholt musste Rochus Franz Ignaz Egedacher im Priesterhaus von Kirchental, einer Korrektionsanstalt für zu disziplinierende Priester, Zeit verbringen, erstmals vermutlich 1781, als er von Regens Johann Georg Winkelhofer (1781–1784) als Trinker, Schuldenmacher, als faul und träge, als Lügner und Anstifter zu Streitereien bezeichnet worden war. Anlässlich seines späteren Aufenthaltes dort im Jahre 1806 reparierte er die Orgel, die sein Großvater Johann Christoph Egedacher 1717 erbaut hatte. Er brauchte für seine Arbeit vier bis fünf Wochen und erntete dafür von Regens Philipp Jakob Metzger (1805–1825) Lob, weil er [sich] viele Mühe in Ausbesserung, und gänzlicher Stimmung derselben [gemacht] habe – und weil die Orgel nach Aussage des hiesigen Organisten Leumüller in einen ziemlich guten Stand, und reine Stimmung hergestellt worden war. Das Konsistorium genehmigte für seine Arbeit 4 Conventionsthaler. Am 25. Juli 1798 war er auch Kaplan der Josefsbruderschaft am Salzburger Dom geworden, eine wenig beliebte weil schlecht dotierte Funktion.
Rochus Franz Ignaz Egedacher verstarb als letzter Lebender aus der Orgelbaudynastie der Egedacher am 22. Jänner 1824 in Salzburg.